# Дирней Флоренсио, Ренато
Рена́то Дирне́й Флоре́нсио (порт.-браз. Renato Dirnei Florêncio; род. 15 мая 1979, Санта-Мерседис, Сан-Паулу) — бразильский футболист, выступавший на позиции полузащитника.

## Биография
Ренато родился в муниципалитете Санта-Мерседис, Сан-Паулу. В начале своей карьеры, когда он был молодым выпускником клуба «Гуарани», был известен, как Ренатиньо. Дирней Флоренсио дебютировал за клуб 17 апреля 1996 года, в Лиге Паулиста в проигранном матче против команды Сан-Паулу (1:0). Он забил свой первый профессиональный гол 6 сентября 1998 года, обыграв команду «Интернасьонал», со счетом 2:0.
В 2000 году Ренато стал игроком «Сантоса». Он стал частью команды, которая в начале 2000-х годов дважды становилась чемпионом Бразилии. В 2003 году помог «рыбам» дойти до финала Кубка Либертадорес, но в решающих матчах сильнее оказалась аргентинская «Бока Хуниорс».
С 2004 по 2011 год выступал за «Севилью». Это был один из лучших периодов в истории испанского клуба. Ренато с партнёрами по два раза выигрывал Кубок Испании и Кубок УЕФА, становился обладателем Суперкубка Испании и Суперкубка Европы.
В 2011 году вернулся на родину, где на протяжении трёх сезонов защищал цвета «Ботафого». В 2013 году стал чемпионом штата Рио-де-Жанейро.
В 2014 году вернулся в родной «Сантос». В 2015 и 2016 годах становился чемпионом штата Сан-Паулу.
Последним матчем в карьере для Ренато стала игра 37 тура чемпионата Бразилии 2018 года против «Атлетико Минейро», в котором «Сантос» одержал победу со счётом 3:2.

## Командные достижения

### Клубные
Ботафого
- Чемпион штата Рио-де-Жанейро (1): 2013

 Сантос
- Чемпион Бразилии (2): 2002, 2004
- Чемпион Кубка Бразилии (1): 2015
- Чемпион штата Сан-Паулу (2): 2015, 2016

 Севилья
- Обладатель Кубка Испании: 2007, 2010
- Обладатель Суперкубка Испании: 2007
- Обладатель Кубка УЕФА (2): 2006, 2007
- Обладатель Суперкубка УЕФА: 2006

### С национальной командой
Сборная Бразилии
- Обладатель Кубка Америки: 2004
- Обладатель Кубка конфедераций: 2005

## Личные награды
- Обладатель «Серебряного мяча» (по версии журнала Placar): 2003